# Bobota (Rumunia)
Bobota – wieś w Rumunii, w okręgu Sălaj, w gminie Bobota. W 2011 roku liczyła 1428 mieszkańców.